# Ristomatti Hakola
Ristomatti Hakola (* 15. April 1991 in Kankaanpää) ist ein finnischer Skilangläufer.

## Werdegang
Hakola nahm von 2009 bis 2014 vorwiegend am Scandinavian Cup teil, bei den er vorwiegend Platzierungen im Mittelfeld belegte. Sein erstes Weltcuprennen lief er im März 2012 in Lahti, bei dem er den 74. Platz im Sprint erreichte. Im selben Monat wurde er finnischer Meister über 50 km klassisch. Im Februar 2014 siegte er beim Finlandia-hiihto über 32 km klassisch. Seine ersten Weltcuppunkte holte er im März 2014 in Lahti mit dem zehnten Rang im Sprint. Bei den nordischen Skiweltmeisterschaften 2015 in Falun kam er auf den 38. Platz im 50 km klassisch Massenstartrennen und den neunten Rang im Sprint. In der Saison 2015/16 belegte er den 57. Platz bei der Nordic Opening in Ruka und den 44. Platz bei der Tour de Ski 2016. Sein bestes Saisonergebnis im Weltcup war der achte Platz bei der Sprintetappe in Oberstdorf. In der Saison 2016/17 kam er im Weltcup 11-mal in die Punkteränge. Anfang Februar 2017 wurde er in Keuruu finnischer Meister im Sprint. Beim Saisonhöhepunkt den Nordischen Skiweltmeisterschaften 2017 in Lahti belegte er den sechsten Platz im Sprint. Zum Saisonende errang er beim Weltcup-Finale in Québec den 17. Platz und erreichte den 34. Platz im Gesamtweltcup sowie den 17. Rang im Sprintweltcup. Bei den finnischen Meisterschaften Ende März 2017 in Kontiolahti siegte er über 30 km klassisch und errang über 10 km Freistil den dritten Platz. In der Saison 2017/18 kam er im Weltcup fünfmal unter die ersten Zehn und errang dabei viermal den vierten Platz. Zudem holte er im Scandinavian Cup in Vuokatti über 15 km klassisch seinen ersten Sieg und belegte zum Saisonende den 19. Platz im Gesamtweltcup und den fünften Rang im Sprintweltcup. Im Januar 2018 wurde er in Hakunila finnischer Meister im Skiathlon. Bei den Olympischen Winterspielen 2018 in Pyeongchang lief er auf den 43. Platz im 50-km-Massenstartrennen, auf den neunten Rang zusammen mit Martti Jylhä im Teamsprint und auf den sechsten Platz im Sprint.
In der Saison 2018/19 belegte Hakola den 28. Platz beim Lillehammer Triple und den 13. Rang beim Weltcupfinale in Québec und erreichte damit den 28. Platz im Gesamtweltcup. Zudem wurde er in Lahti zusammen mit Iivo Niskanen Dritter im Teamsprint. Seine besten Ergebnisse bei den Nordischen Skiweltmeisterschaften 2019 in Seefeld in Tirol waren der 15. Platz im Sprint und der vierte Rang mit der Staffel. Im Dezember 2019 wurde er in Planica zusammen mit Joni Mäki Dritter im Teamsprint. Nach Platz zehn beim Ruka Triple zu Beginn der Saison 2020/21, wurde er in Lahti Zweiter mit der Staffel und holte bei den Nordischen Skiweltmeisterschaften 2021 in Oberstdorf zusammen mit Joni Mäki die Silbermedaille im Teamsprint. Zudem lief er dort auf den 16. Platz im Sprint und auf den sechsten Rang mit der Staffel. Im folgenden Jahr wurde er finnischer Meister über 15 km klassisch und lief bei den Olympischen Winterspielen in Peking auf den 28. Platz über 15 km klassisch und zusammen mit Iivo Niskanen, Perttu Hyvärinen und Joni Mäki auf den sechsten Platz in der Staffel.

## Siege bei Continental-Cup-Rennen
| Nr. | Datum             | Ort      | Disziplin               | Serie            |
| --- | ----------------- | -------- | ----------------------- | ---------------- |
| 1.  | 17. Dezember 2017 | Vuokatti | 15 km klassisch         | Scandinavian Cup |
| 2.  | 12. Januar 2014   | Otepää   | 1,5 km Sprint klassisch | Scandinavian Cup |

## Teilnahmen an Weltmeisterschaften und Olympischen Winterspielen

### Olympische Spiele
- 2018 Pyeongchang: 6. Platz Sprint klassisch, 9. Platz Teamsprint Freistil, 43. Platz 50 km klassisch Massenstart
- 2022 Peking: 6. Platz Staffel, 28. Platz 15 km klassisch

### Nordische Skiweltmeisterschaften
- 2015 Falun: 9. Platz Sprint klassisch, 38. Platz 50 km klassisch Massenstart
- 2017 Lahti: 6. Platz Sprint Freistil
- 2019 Seefeld in Tirol: 4. Platz Staffel, 7. Platz Teamsprint klassisch, 15. Platz Sprint Freistil, 29. Platz 15 km klassisch
- 2021 Oberstdorf: 2. Platz Teamsprint Freistil, 6. Platz Staffel, 16. Platz Sprint klassisch
- 2023 Planica: 2. Platz Staffel, 33. Platz 50 km klassisch Massenstart
- 2025 Trondheim: 2. Platz Teamsprint klassisch, 10. Platz Staffel, 15. Platz 15 km klassisch

## Platzierungen im Weltcup

### Weltcup-Statistik
Die Tabelle zeigt die erreichten Platzierungen im Einzelnen.
- 1.–3. Platz: Anzahl der Podiumsplatzierungen
- Top 10: Anzahl der Platzierungen unter den ersten zehn
- Punkteränge: Anzahl der Platzierungen innerhalb der Punkteränge
- Starts: Anzahl gelaufener Rennen in der jeweiligen Disziplin
- Hinweis: Bei den Distanzrennen erfolgt die Einordnung gemäß FIS.

| Platzierung               | Distanzrennen a | Distanzrennen a | Distanzrennen a | Distanzrennen a | Distanzrennen a | Skiathlon Verfolgung | Sprint | Etappen- rennen b | Gesamt | Team   | Team    |
| Platzierung               | ≤ 5 km          | ≤ 10 km         | ≤ 15 km         | ≤ 30 km         | > 30 km         | Skiathlon Verfolgung | Sprint | Etappen- rennen b | Gesamt | Sprint | Staffel |
| ------------------------- | --------------- | --------------- | --------------- | --------------- | --------------- | -------------------- | ------ | ----------------- | ------ | ------ | ------- |
| 1. Platz                  |                 |                 |                 |                 |                 |                      |        |                   |        |        |         |
| 2. Platz                  |                 |                 |                 |                 |                 |                      |        |                   |        |        | 1       |
| 3. Platz                  |                 |                 |                 |                 |                 |                      |        |                   |        | 2      |         |
| Top 10                    |                 | 1               | 3               | 2               |                 | 1                    | 13     | 1                 | 21     | 6      | 5       |
| Punkteränge               |                 | 5               | 16              | 7               | 1               | 7                    | 54     | 5                 | 95     | 7      | 6       |
| Starts                    |                 | 9               | 30              | 8               | 2               | 14                   | 60     | 7                 | 130    | 7      | 6       |
| Stand: Saisonende 2024/25 |                 |                 |                 |                 |                 |                      |        |                   |        |        |         |

### Weltcup-Gesamtplatzierungen
| Saison  | Gesamt | Gesamt | Distanz | Distanz | Sprint | Sprint |
| Saison  | Punkte | Platz  | Punkte  | Platz   | Punkte | Platz  |
| ------- | ------ | ------ | ------- | ------- | ------ | ------ |
| 2013/14 | 26     | 117.   | -       | -       | 26     | 62.    |
| 2014/15 | 73     | 75.    | 20      | 68.     | 53     | 41.    |
| 2015/16 | 103    | 57.    | -       | -       | 103    | 24.    |
| 2016/17 | 184    | 34.    | 20      | 74.     | 136    | 17.    |
| 2017/18 | 382    | 19.    | 53      | 48.     | 293    | 5.     |
| 2018/19 | 301    | 28.    | 120     | 29.     | 135    | 20.    |
| 2019/20 | 163    | 41.    | 87      | 41.     | 76     | 26.    |
| 2020/21 | 202    | 32.    | 102     | 30.     | 48     | 32.    |
| 2021/22 | 78     | 56.    | 29      | 50.     | 49     | 38.    |
| 2022/23 | 225    | 76.    | 179     | 48.     | 46     | 77.    |
| 2023/24 | 212    | 75.    | 186     | 51.     | 26     | 85.    |
| 2024/25 | 316    | 54.    | 224     | 41.     | 92     | 51.    |